# Андерсон, Памела
Паме́ла Дени́з А́ндерсон (англ. Pamela Denise Anderson; род. 1 июля 1967, Ледисмит, Британская Колумбия) — американская актриса и фотомодель канадского происхождения. Наиболее известна ролью Си Джей Паркер в телесериале «Спасатели Малибу».

## Ранняя жизнь
Памела Андерсон родилась в Ледисмит, Британская Колумбия, Канада, в семье Барри Андерсона, мастера по ремонту печей, и Кэрол, официантки. Её прадед, Юхо Хюйтияйнен, был финном, уроженцем Саариарви. Он покинул Великое княжество Финляндское (тогда часть Российской империи) в 1908 году, эмигрировав в Канаду. В Канаде он сменил свою фамилию на Андерсон. По линии матери у Памелы немецкие корни. Её бабушка немка, родилась в России в деревне меннонитов и эмигрировала в Канаду в 1901 году.
В 1985 году Памела окончила школу и устроилась преподавателем физкультуры в Ванкувере. На одном из местных футбольных матчей её запечатлела крупным планом камера и показала на местном телевидении. После этого на неё обратила внимание одна пивоваренная компания, предложившая ей рекламный контракт.

## Карьера
В 1989 году Андерсон впервые попала на обложку журнала Playboy и в дальнейшем сотрудничала с компанией, снимаясь обнажённой для издания и телеканала Playboy TV. Её карьера в Playboy длилась 22 года — она появлялась на обложках чаще, чем любая другая модель. Последний раз Андерсон позировала для журнала зимой 2016 года.
С 1992 по 1997 год Андерсон снималась в сериале «Спасатели Малибу», после которого приобрела большую популярность и стала одним из секс-символов США.

## Личная жизнь

### Отношения
С 1995 по 1998 год Андерсон была замужем за рок-музыкантом Томми Ли. У бывших супругов есть два сына — Брэндон Томас Ли (род. 6 июня 1996) и Дилан Джаггер Ли (род. 29 декабря 1997). В июне 1995 года у Андерсон случился выкидыш, когда она была беременна первенцем.
С 2006 по 2007 год Андерсон была в браке с рок-музыкантом Кид Роком. Их свадьба проходила на яхте, стоявшей на якоре недалеко от Сен-Тропе. В ноябре 2006 года у Андерсон случился второй выкидыш.
Дважды, в 2007—2008 и 2014—2015 годах, Андерсон была замужем за игроком в покер Риком Саломоном. Оба раза развод происходил по причине мошенничества.
В 2017 году Андерсон начала встречаться с французским футболистом Адилем Рами. В июне 2019 года она объявила о расставании, причиной которого назвала домашнее насилие со стороны Рами.
20 января 2020 года Андерсон сыграла тайную свадьбу с продюсером Джоном Питерсом. Они недолго встречались в 1989 году, затем расстались и возобновили отношения в конце 2019 года, за несколько месяцев до женитьбы. 1 февраля 2020 года было объявлено о расставании пары, менее чем через две недели после свадьбы. Несколько дней спустя стало известно, что они не были женаты официально.
24 декабря 2020 года Андерсон вышла замуж за своего телохранителя Дэна Хейхерста. 21 января 2022 года она сообщила, что рассталась с Хейхерстом и подала на развод.

### Скандалы
В 1995 году в Интернет попала видеозапись сексуального характера с участием Памелы и Томми Ли. Чета подала в суд на компанию-дистрибьютор Internet Entertainment Group, однако впоследствии стороны пришли к соглашению, а запись осталась в доступе. В марте 1998 года журнал Penthouse обнародовал существование аналогичного видео с вокалистом Poison Бретом Майклсом.

## Благотворительность и активизм

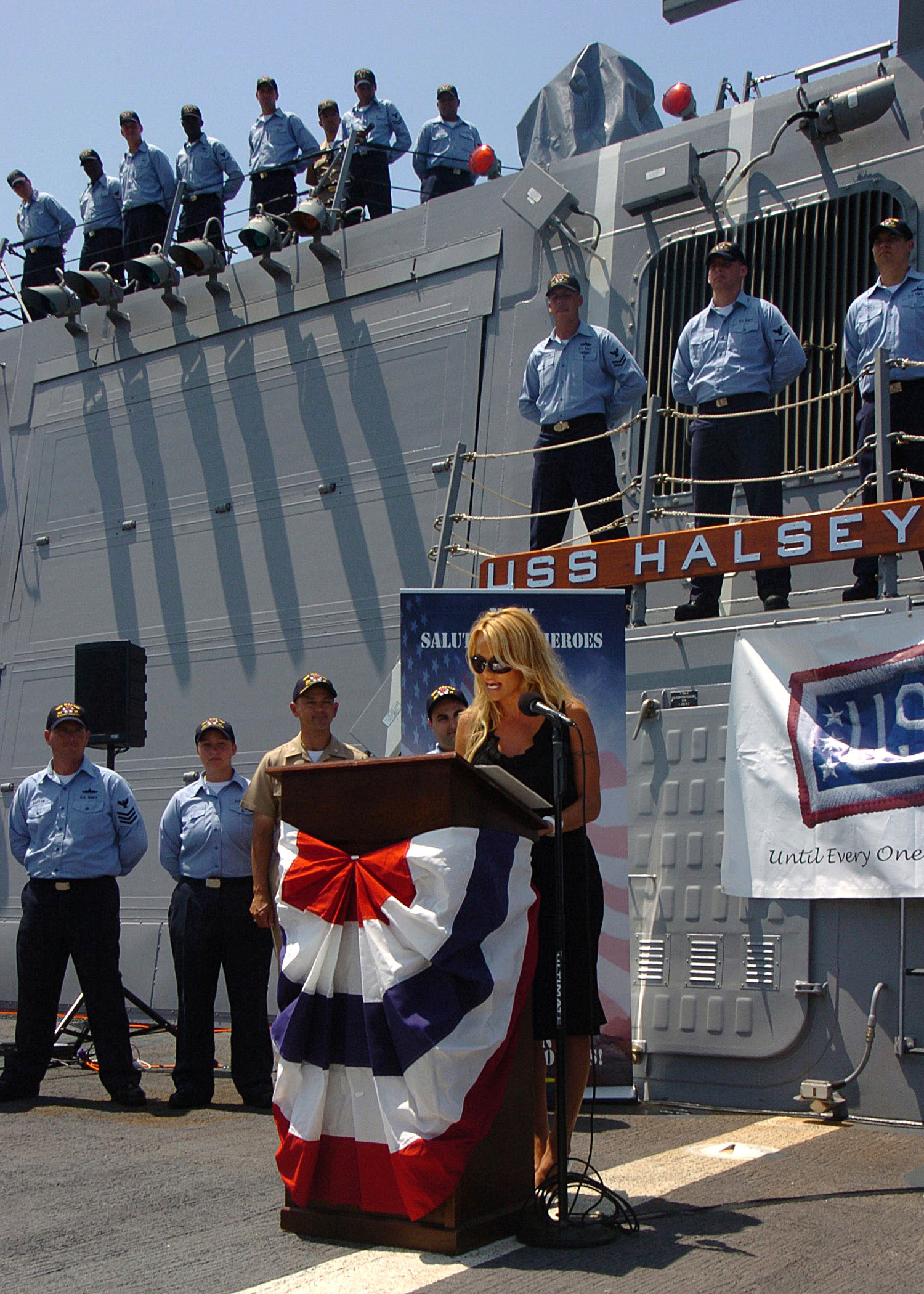
Памела Андерсон на эскадренном миноносце «Halsey» 2 августа 2005 года

В течение долгих лет актриса пропагандирует вегетарианство, выступает за права животных и является активисткой многих благотворительных кампаний. Одна из её кампаний была направлена против использования меха в одежде. В 1999 году она удостоилась премии Линды Маккартни за свою активную деятельность.
В 2000-х годах Андерсон неоднократно призывала к бойкоту сети быстрого питания KFC из-за жесткого обращения с цыплятами и курами.
В марте 2005 года она была избрана компанией Make-up Art Cosmetics в качестве активиста в помощи больным СПИД и ВИЧ. Став официальным лицом компании, Андерсон собрала внушительное количество средств в Торонто, Токио, Дублине и Афинах в помощь больным.
Актриса является лицом компании American Liver Foundation, занимающейся продвижением здоровья печени и профилактикой заболеваний.
В 2013 году она приняла участие в Нью-Йоркском марафоне с целью сбора средств для помощи пострадавшим от землетрясения на Гаити. В результате было собрано более 75 тысяч долларов.
В январе 2015 года актриса вступила в совет директоров природоохранного общества Sea Shepherd. В сентябре этого же года Андерсон посетила Владивосток в рамках Восточного экономического форума, где выступила как эксперт по вопросам охраны окружающей среды.

## Фильмография

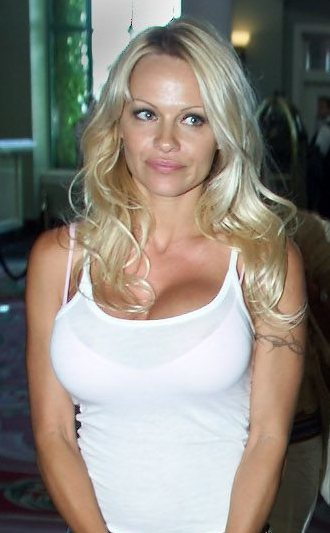
Андерсон в 2003 году.

### Кино
- 1991 — Захват Беверли Хиллз / The Taking of Beverly Hills — чирлидер
- 1993 — Знак дракона / Snapdragon — Фелисити
- 1994 — Двое полицейских / Good Cop, Bad Cop (Raw Justice) — Сара
- 1994 — Умри со мной / Come Die with Me: A Mickey Spillane’s Mike Hammer Mystery  — Велда
- 1995 — Шоугёлз / Showgirls — девушка на вечеринке
- 1996 — Обнажённые души / Naked Souls — Бритт
- 1996 — Не называй меня малышкой / Barb Wire — Барбара «Барб Уайр» Копетски
- 2002 — Скуби-Ду / Scooby-Doo — играет саму себя
- 2003 — Поли Шор мёртв / Pauly Shore Is Dead  — играет саму себя
- 2003 — Очень страшное кино 3 / Scary Movie 3 — Бекка
- 2005 — Без правил / No Rules — играет саму себя
- 2006 — Борат / Borat — играет саму себя
- 2008 — Блондинка и блондинка / Blonde & Blonder — Ди Твиддл
- 2008 — Супергеройское кино / Superhero Movie — девушка-невидимка
- 2010 — Лето в Коста-Рике / Costa Rican Summer — играет саму себя
- 2010 — Голливуд для начинающих / Hollywood & Wine — играет саму себя
- 2013 — Джекхаммер / Jackhammer — Групи
- 2014 — Что творят мужчины! 2 — играет саму себя
- 2015 — Подключённые / Connected — Джеки (короткометражный фильм)
- 2016 — Сад людей / The People Garden — Сигни
- 2016 — Don’t Be a Derk — Джеки (короткометражный фильм)
- 2017 — Спасатели Малибу / Baywatch — Кейси Джин Паркер (камео)
- 2017 — Институт Роузвуд / The Institute — Энн Уильямс
- 2017 —  SPF-18 / SPF-18 — играет саму себя
- 2018 — Плейбой под прикрытием / Nicky Larson et le Parfum de Cupidon — Джессика Фокс
- 2022 — Одна в ночи / Alone at Night — шериф Роджерс
- 2024 — Шоугёрл / The Last Showgirl —  Шелли Гарднер
- 2025 — Голый пистолет / The Naked Gun — Бетт Дейвенпорт

### Телевидение
- 1990 — Чарльз в ответе / Charles In Charge — Крис (1 эпизод)
- 1991 — 1997 — Большой ремонт / Home Improvement — Лиза (50 эпизодов)
- 1990 — 1991 — Женаты… с детьми — Кэшью / Иветт (2 эпизода)
- 1991 — Женатые и замужние / Married People — танцовщица #1 (1 эпизод)
- 1992 — 1997 — Спасатели Малибу / Baywatch — Си Джей Паркер (111 эпизодов)
- 1992 — Дни нашей жизни / Days of our Lives — Синди
- 1994 — Умри со мной / Come Die with Me: A Mickey Spillane’s Mike Hammer Mystery — Вельда
- 1995 — Спасатели Малибу: Запретный Рай / Baywatch: Forbidden Paradise — Си Джей Паркер
- 1995 — Спасатели Малибу: Обратной дороги нет / Baywatch: River of No Return — Си Джей Паркер
- 1997 — Няня / The Nunny — Хизер Библоу-Империали (2 эпизода)
- 1998 — 2002 — V.I.P. (Девушки с характером) / V.I.P. — Валери Айронс (88 эпизодов)
- 1999 — Спасатели на Гавайях / Baywatch Hawaii — Си Джей Паркер
- 2003 — Спасатели Малибу: Гавайская свадьба / Baywatch: Hawaiian Wedding — Си Джей Паркер
- 2003 — Клава, давай! — Вики Деворски (1 эпизод)
- 2005 — 8 простых правил для друга моей дочери-подростка / 8 Simple Rules — Черил (2 эпизода)
- 2005 — 2006 — Блондинка в книжной лавке / Stacked — Скайлер Дейтон (20 эпизодов)

### Озвучивание
- 1999 — Футурама — Дикси (1 эпизод, 1999)
- 2002 — Царь горы — Синди (1 эпизод, 2002)
- 2003—2004 — Стрипперелла — Эротика Джонс (13 эпизодов, 2003—2004)
- 2014 — Единство / Unity

### Реалити-шоу и документальные фильмы
- 1997 — Субботним вечером в прямом эфире
- 2000 — По домам / Cribs
- 2002 — Создавая Брета Майклса / The Making of Bret Michaels
- 2005 — Comedy Central Roast of Pamela Anderson
- 2008 — Pam: Girl on the Loose!
- 2008 — Воскресным вечером (The Sunday Night Project)
- 2008 — Большой брат: Австралия / Big Brother Australia
- 2011 — Танцы со звёздами / Dancing With The Stars
- 2018 — Лига удивительных людей (член жюри)[30]